# Superman Inside
Superman Inside ist ein Rocksong, der von Eric Clapton, Doyle Bramhall II und Susannah Melvoin geschrieben wurde. Es ist die erste Singleauskopplung aus Claptons Studioalbum Reptile, das am 13. März 2001 erschien.
Doyle Bramhall II trat zu dieser Zeit zusammen mit weiteren Musikern als Vorband für Claptons Konzerte auf. Seitdem Bramhall Stücke für Riding with the King komponiert hatte, versucht er für Clapton Lieder zu schreiben. Superman Inside schrieb er zusammen mit seiner damaligen Ehefrau Susannah Melvoin.
Die Single belegte Platz 21 der Billboard Mainstream Rock Songs-Chart und war insgesamt 11 Wochen lang in den Charts. Kritiker William Ruhlmann der Musikwebsite Allmusic vermerkt zum Stück, dass es sich wie eines seiner 80er Jahre Clapton-Rockhits anhöre.
Der Titel erschien auf weiteren drei Kompilationsalben.